# Хуан Домінгес Ламас
Хуан Домінгес Ламас (ісп. Juan Domínguez Lamas, нар. 8 січня 1990, Пуентедеуме) — іспанський галісійський футболіст, півзахисник. Виступав, зокрема, за «Депортіво» та «Штурм» (Грац).

## Клубна кар'єра
Народився 8 січня 1990 року в місті Пуентедеуме. Вихованець футбольної школи клубу «Депортіво». З 2008 року став виступати за резервну команду, в якій провів два сезони, взявши участь у 35 матчах чемпіонату.

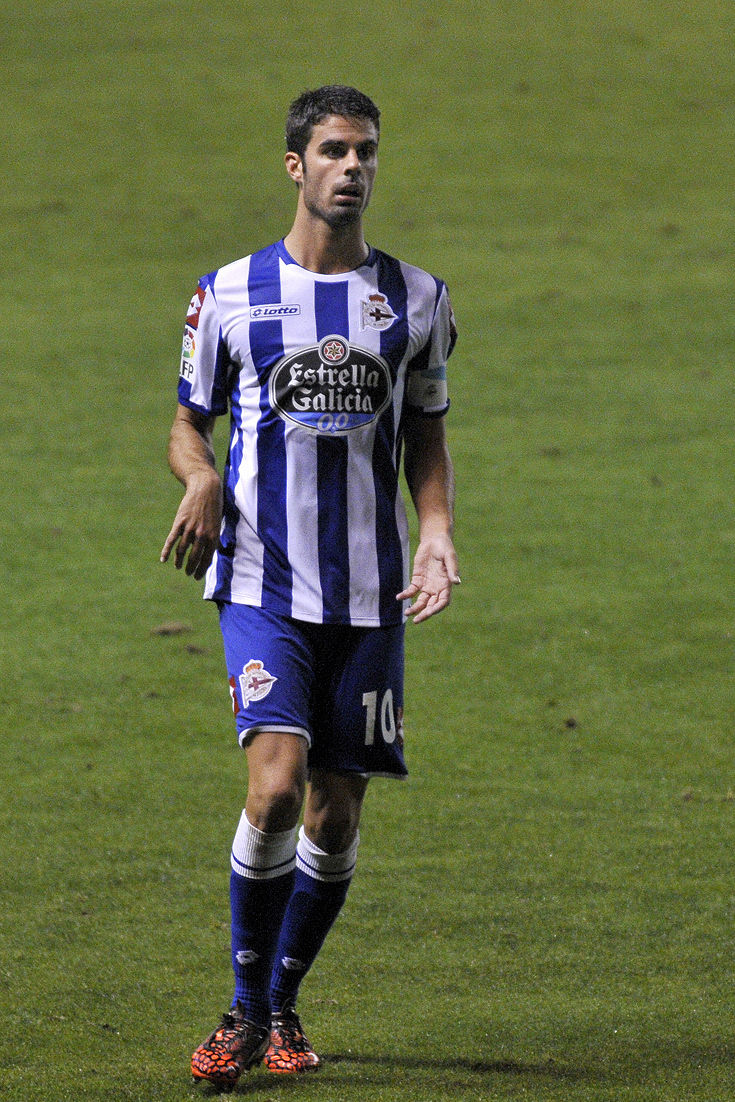
Хуан Домінгес під час виступів за «Депортіво». 2014 рік.

13 грудня 2009 року дебютував за основну команду у Ла Лізі, замінивши легенду клубу Хуана Карлоса Валерона на 55 хвилині матчу проти «Альмерії» (1:1). Сезон 2009/10 він закінчив, провівши 13 матчів у чемпіонаті (8 у старті, 744 хвилини на полі) і допоміг клубу втриматись у Прімері. Втім вже за підсумками наступного сезону, в якому молодий півзахисник зіграв 20 ігор чемпіонату, клуб посів 18 місці і вилетів до Сегунди. Там Домінгес нарешті став основним гравцем і там 25 листопада 2011 року він забив свій перший гол на професійному рівні у ворота тієї ж «Альмерії» (3:1). Через місяць він продовжив контракт із клубом до 2015 року і за підсумками сезону допоміг команді повернутись до еліти, ставши чемпіоном Сегунди. Він забив свій перший гол у вищому дивізіоні 27 жовтня 2012 року в матчі проти клубу «Сельта» (1:1).
2013 року клуб знову вилетів з Прімери на один рік, але після повернення до еліти Хуан втратив місце в основі, через що його віддали в оренду клубу другого дивізіону «Мальорка» на сезон 2016/17.
23 серпня 2017 року Домінгес у статусі вільного агента підписав трирічний контракт з іншою командою Сегунди «Реус», де виступав до початку 2019 року, поки команда не була виключена з турніру через фінансові проблеми. 
Після кількох тижнів без клубу, в лютому 2019 року він приєднався до клубу австрійської Бундесліги «Штурм» (Грац), з яким уклав контракт до червня 2020 року. Після закінчення контракту він покинув Штирію по завершенні сезону 2019/20 і 29 серпня приєднався до грецького клубу «ПАС Яніна». Всього відіграв за клуб з Яніни 55 матчів в національному чемпіонаті.
Завершив кар'єру у іншому грецькому клубі «Астерас», за який у сезоні 2022/23 провів з ігор.

## Виступи за збірну
20 травня 2016 року зіграв у складі неофіційної збірної Галісії в товариському матчі проти Венесуели (1:1).